# Alexander Larsson (ishockeyspelare)
Alexander Larsson,  född 7 september 1985 i Grästorp, är en svensk professionell ishockeyspelare. Säsong 10/11 till 12/13 spelade Alexander Larsson för Timrå IK i SHL för att sedan värvas till Brynäs IF inför säsong 13/14. Den 28/5-2014 skrev Larsson på ett ettårskontrakt med HockeyAllsvenskan laget Södertälje SK.

## Klubbar
- HV71 2001–2005
- IF Sundsvall Hockey 2005–2008
- Frisk Asker 2008–2009
- Sparta Sarpsborg 2009–2010
- Timrå IK 2010–2013
- Brynäs IF 2013-2014
- Södertälje SK 2014-